# أنطونيو غوتيريز دي لا فونتي
أنطونيو غوتيريز دي لا فونتي (بالإسبانية: Antonio Gutiérrez de la Fuente) (و. 1796 – 1878 م)هو سياسي، وعسكري محترف من بيرو .
توفي في ليما .